# Gare de Douzillac
Gare de Douzillac vasútállomás Franciaországban, Douzillac településen.

## Vasútvonalak
Az állomást az alábbi vasútvonalak érintik:
- Coutras-Tulle-vasútvonal

## Kapcsolódó állomások
A vasútállomáshoz az alábbi állomások vannak a legközelebb:
- Gare de Mussidan
- Gare de Neuvic